# Bàdminton als Jocs Olímpics d'Estiu de 2024
Les proves de Bàdminton als Jocs Olímpics de París 2024 es van disputar entre el 27 de juliol i el 5 d'agost de 2024 a l'Arena Porte de la Chapelle de París. El Bàdminton va ingressar al programa olímpic en els Jocs Olímpics de Barcelona 1992, amb 4 proves (individual masculí i femení i equips masculí i femení). A partir dels Jocs Olímpics d'Atlanta 1996, es va incorporar la prova d'equips mixt. Des d'aleshores s'ha mantingut el mateix programa interrompudament en totes les Olimpíades.
En aquests jocs hi va haver el mateix nombre d'atletes (172) i el mateix nombre d'esdeveniments (5) que als Jocs Olímpics de Tòquio 2020. És a dir, es van disputar les proves individual i per equips femenines i masculines a més de la prova per equips mixt. Pel que fa al nou mètode de servei anomenat "spin serve", que estava revolucionant el bàdminton en aquell moment, la Federació Internacional de Bàdminton, va assegurar que la prohibició de fer aquest tipus de servei en competicions oficials, continuava fins passades les Olimpíades.

## Calendari de competició[5]
| P | Fase de grups | R | Setzens de final | QF | Quarts de final | SF | Semifinals | M | Partits per les medalles |

| Data               | Ds 27 | Dg 28 | Dl 29 | Dt 30 | Dx 31 | Dj 1 | Dj 1 | Dv 2 | Dv 2 | Ds 3 | Ds 3 | Dg 4 | Dg 4 | Dl 5 | Dl 5 |
| ------------------ | ----- | ----- | ----- | ----- | ----- | ---- | ---- | ---- | ---- | ---- | ---- | ---- | ---- | ---- | ---- |
| Individual Masculi | P     | P     | P     | P     | P     | R    | R    | QF   | QF   |      |      | SF   | SF   | M    | M    |
| Dobles Masculí     | P     | P     | P     | P     |       | QF   | QF   | SF   | SF   |      |      | M    | M    |      |      |
| Individual Femení  | P     | P     | P     | P     | P     | R    | R    |      |      | QF   | QF   | SF   | SF   | M    | M    |
| Dobles Femení      | P     | P     | P     | P     |       | QF   | QF   | SF   | SF   | M    | M    |      |      |      |      |
| Dobles Mixt        | P     | P     | P     |       | QF    | SF   | SF   | M    | M    |      |      |      |      |      |      |

## Comitès participants
Hi participaren un total de 173 esportistes de 49 comitès diferents: 
- Alemanya (4)
- Algèria (2)
- Austràlia (3)
- Àustria (1)
- Azerbaidjan (2)
- Bèlgica (2)
- Brasil (2)
- Bulgària (3)
- Canadà (4)
- Corea del Sud (12)
- Dinamarca (7)
- El Salvador (1)
- Equip Olímpic refugiat (1)
- Espanya (2)
- Estònia (1)
- Estats Units (7)
- Finlàndia (1)
- França (9)
- Guatemala (1)
- Hong Kong (6)
- Índia (7)
- Indonèsia (9)
- Irlanda (2)
- Israel (1)
- Itàlia (1)
- Japó (12)
- Kazakhstan (1)
- Malàisia (8)
- Maldives (1)
- Maurici (2)
- Mèxic (1)
- Myanmar (1)
- Nepal (1)
- Nigèria (1)
- Països Baixos (2)
- Perú (1)
- Regne Unit (3)
- Singapur  (4)
- Sud-àfrica (1)
- Sri Lanka (1)
- Surinam (1)
- Suïssa (2)
- Tailàndia (9)
- Turquia (1)
- Txèquia (4)
- Ucraïna (1)
- Vietnam (2)
- Xina Taipei (6)
- R.P. de la Xina (16)

## Esdeveniments

### Categoria masculina
| Esdeveniment               | Or                                  | Plata                                      | Bronze                             |
| Individual Masculí detalls | Viktor Axelsen (DEN)                | Kunlavut Vitidsarn (THA)                   | Lee Zii Jia (MAL)                  |
| Equips masculí detalls     | Xina Taipei Lee Yang · Wang Chi-lin | R.P. de la Xina Liang Weikeng · Wang Chang | Malàisia Aaron Chia · Soh Wooi Yik |

### Categoria femenina
| Esdeveniment              | Or                                        | Plata                                   | Bronze                              |
| Individual femení detalls | An Se-young (KOR)                         | He Bingjiao (CHN)                       | Gregoria Mariska Tunjung (IND)      |
| Equips femení detalls     | R.P. de la Xina Chen Qingchen · Jia Yifan | R.P. de la Xina Liu Shengshu · Tan Ning | Japó Nami Matsuyama · Chiharu Shida |

### Categoria mixta
| Esdeveniment        | Or                                          | Plata                                   | Bronze                               |
| Equips mixt detalls | R.P. de la Xina Zheng Siwei · Huang Yaqiong | Corea del Sud Kim Won-ho · Jeong Na-eun | Japó Yuta Watanabe · Arisa Higashino |

## Medaller
| Posició | País          | Or | Argent | Bronze | Total |
| ------- | ------------- | -- | ------ | ------ | ----- |
| 1       | Xina          | 2  | 3      | 0      | 5     |
| 2       | Corea del Sud | 1  | 1      | 0      | 2     |
| 3       | Xina Taipei   | 1  | 0      | 0      | 1     |
| 3       | Dinamarca     | 1  | 0      | 0      | 1     |
| 5       | Tailàndia     | 0  | 1      | 0      | 1     |
| 6       | Japó          | 0  | 0      | 2      | 2     |
| 6       | Malàisia      | 0  | 0      | 2      | 2     |
| 8       | Indonèsia     | 0  | 0      | 1      | 1     |
|         | TOTAL         | 5  | 5      | 5      | 15    |